# Clostridium ramosum
Clostridium ramosum è una specie di batterio appartenente alla famiglia delle Clostridiaceae.